# فرانك ساندرز (لاعب كرة قدم أمريكية)
فرانك ساندرز (بالإنجليزية: Frank Sanders)‏ هو لاعب كرة قدم أمريكية أمريكي، ولد في 17 فبراير 1973 في فورت لودرديل في الولايات المتحدة.

## وصلات خارجية
- فرانك ساندرز على موقع مرجع كرة القدم المحترفة.كوم (الإنجليزية)
- فرانك ساندرز على موقع كلية كرة القدم في سبورتس رفرنس.كوم (الإنجليزية)